# Eudoros
Na mitologia grega, Eudoros ou Eudoro (em grego antigo: Εὔδωρος), era filho de Hermes, e o segundo dos cinco comandantes de Aquiles na Guerra de Troia. Eudoros era muito rápido, e um bom lutador. Ele foi morto por Pirecme, que por sua vez Pátroclo por vingança o matou.
Eudoros aparece como Eudorus em 2004 no filme Troia, interpretado por Vincent Regan.